# Tabanus pallidiventer
Tabanus pallidiventer är en tvåvingeart som beskrevs av Schuurmans Stekhoven 1926. Tabanus pallidiventer ingår i släktet Tabanus och familjen bromsar. Inga underarter finns listade i Catalogue of Life.